# Anatolisch wild zwijn
Het Anatolisch wild zwijn (Sus scrofa libycus) is een ondersoort van het wild zwijn, die voorkomt in Turkije, de Levant, Israël en de Zuidelijke Kaukasus. Waarschijnlijk is het een van de voorouders van het hedendaagse tamme varken.